# Karsten Kobs
Karsten Kobs (Dortmund, 16 settembre 1971) è un ex martellista tedesco, campione mondiale nel 1999 a Siviglia.

## Palmarès
| Anno | Manifestazione    | Sede      | Evento              | Risultato | Misura  | Note |
| ---- | ----------------- | --------- | ------------------- | --------- | ------- | ---- |
| 1989 | Europei juniores  | Varaždin  | Lancio del martello | 10º       | 62,02 m |      |
| 1990 | Mondiali juniores | Plovdiv   | Lancio del martello | 4º        | 67,66 m |      |
| 1993 | Mondiali          | Stoccarda | Lancio del martello | 16º       | 71,82 m |      |
| 1994 | Europei           | Helsinki  | Lancio del martello | 10º       | 74,40 m |      |
| 1995 | Mondiali          | Göteborg  | Lancio del martello | 16º       | 72,96 m |      |
| 1996 | Olimpiadi         | Atlanta   | Lancio del martello | 18º       | 74,20 m |      |
| 1997 | Mondiali          | Atene     | Lancio del martello | 9º        | 76,12 m |      |
| 1998 | Europei           | Budapest  | Lancio del martello | Bronzo    | 80,13 m |      |
| 1999 | Mondiali          | Siviglia  | Lancio del martello | Oro       | 80,24 m |      |
| 2000 | Olimpiadi         | Sydney    | Lancio del martello | 31º       | 72,29 m |      |
| 2003 | Mondiali          | Parigi    | Lancio del martello | 17º       | 75,55 m |      |
| 2004 | Olimpiadi         | Atene     | Lancio del martello | 8º        | 76,30 m |      |
| 2006 | Europei           | Göteborg  | Lancio del martello | 8º        | 77,93 m |      |

## Altre competizioni internazionali
1995
- Coppa Europa di atletica leggera ( Villeneuve d'Ascq)

1996
- Coppa Europa di atletica leggera ( Madrid)

1999
- Coppa Europa di atletica leggera ( Parigi)

2002
- Coppa Europa di atletica leggera ( Annecy)